# Vynohradiv
Vynohradiv (ukrajinsky Виноградів, Vynohradiv, rusínsky Виноградово, Vynohradovo, rusky Виноградов, Vinogradov), do roku 1946 (Velká) Sevluš / Sevljuš (ukrajinsky Севлюш, maďarsky Nagyszőlős, slovensky Veľká Sevljuš, Veľká Sevľuš, rumunsky Seleușu Mare) je město v ukrajinské Zakarpatské oblasti, na řece Tise, nedaleko hranic s Maďarskem a Rumunskem, v blízkosti Černé hory. Hora je pradávnou a vyhaslou sopkou.
V roce 2023 měl 22 976 obyvatel. Je součástí okresu Berehovo, do července 2020 byl správním střediskem okresu Vynohradiv.
Od 12. června 2020 je správním centrem vynohradivské městské komunity, do které patří Vynohradiv a 13 vesnic. Rozloha tohoto územního společenství činí 250 km2; územím protéká řeka Tisa V roce 2020 v tomto územním společenství žilo 65 166 obyvatel.

## Název
Sídlo je poprvé zmiňováno roku 1262 jako Zceuleus, což je latinizace původního maďarského jména Szőllős, znamenajícího „vinařský, vinohradní“. Toto jméno bylo ve zkomolené podobně Sevl(j)uš přejato i do jazyka zdejších Slovanů (tj. Rusínů). Po druhé světové válce bylo změněno na Vinogradovo/Виноградово (zhruba překlad starého jména, současně také běžné ruské příjmení), ukrajinsky Vynohradiv). Nové jméno bylo schváleno roku 1946.

## Podnebí
Průměrná teplota v červenci zde dosahuje 22-25°С, v lednu - 3°-4°С. Ročně spadne asi 750 mm srážek, nejvíce (asi 88 mm za měsíc) v červnu a červenci. Zima je zde relativně krátká: začíná v polovině prosince a trvá 2,5–3 měsíce. Sněhová pokrývka většinou nevydrží po celou zimu a rychle taje.

## Historie
Území současného města bylo osídleno již v době kamenné. Nejstarší památky delšího osídlení byly nalezeny v místě pozdější cihelny.
Ve 12. a 13. století rodící se osada byla majetkem uherského krále. Sídlo bylo poměrně malé; ve snaze lépe osídlit okrajovou část Panonské nížiny se rozhodl král pozvat sem kolonisty z dnešního Německa. Ti se zde věnovali již tehdy pěstování vinné révy. Privilegium, na základě něhož bylo možné ji pěstovat, bylo ve 13. století tehdejším uherským panovníkem vydáno. Dokládá přítomnost maďarského a saského obyvatelstva.
Již ve 12. století spadala ves pod Ugočskou župu. Městská práva sídlo získalo na konci 13. století, dvakrát byla potvrzena i ve století čtrnáctém. Tento status mělo město až do rozpadu Rakouska-Uherska. Středověkému městu dominovala nejprve menší pevnost, postavená roku 1399 (podle jiných zdrojů ale již na začátku 14. století) a poté hrad, zničený v roce 1556 v boji. Dlouhou dobu byl významným rodem, který ovládal většinu území města, rod Perényiů. Ten zde začal působit už ve 14. století, resp. připomínáno je jeho vlastnictví města k již zmíněnému roku 1399. Rod získal město od krále Zikmunda Lucemburského z vděčnosti za pomoc v bojích, konkrétně při Bitvy u Nikopole. Velmi dlouhou dobu bylo město také sídlem Ugočské župy (až do roku 1918).
Roku 1427 získalo právo pořádat pravidelně trhy. Ty se zde konaly několikrát do roka. Město se tak stalo tzv. městem s tržním právem.
Během Rákócziho povstání se místní obyvatelstvo přidalo na stranu vzbouřenců proti habsburské moci. Místní správce vyhnalo. Během následujících bojů byla Sevljuš zcela zničena a na nějakou dobu opuštěna.
V první polovině 19. století zde Zsigmond Perényi nechal postavit také špitál.

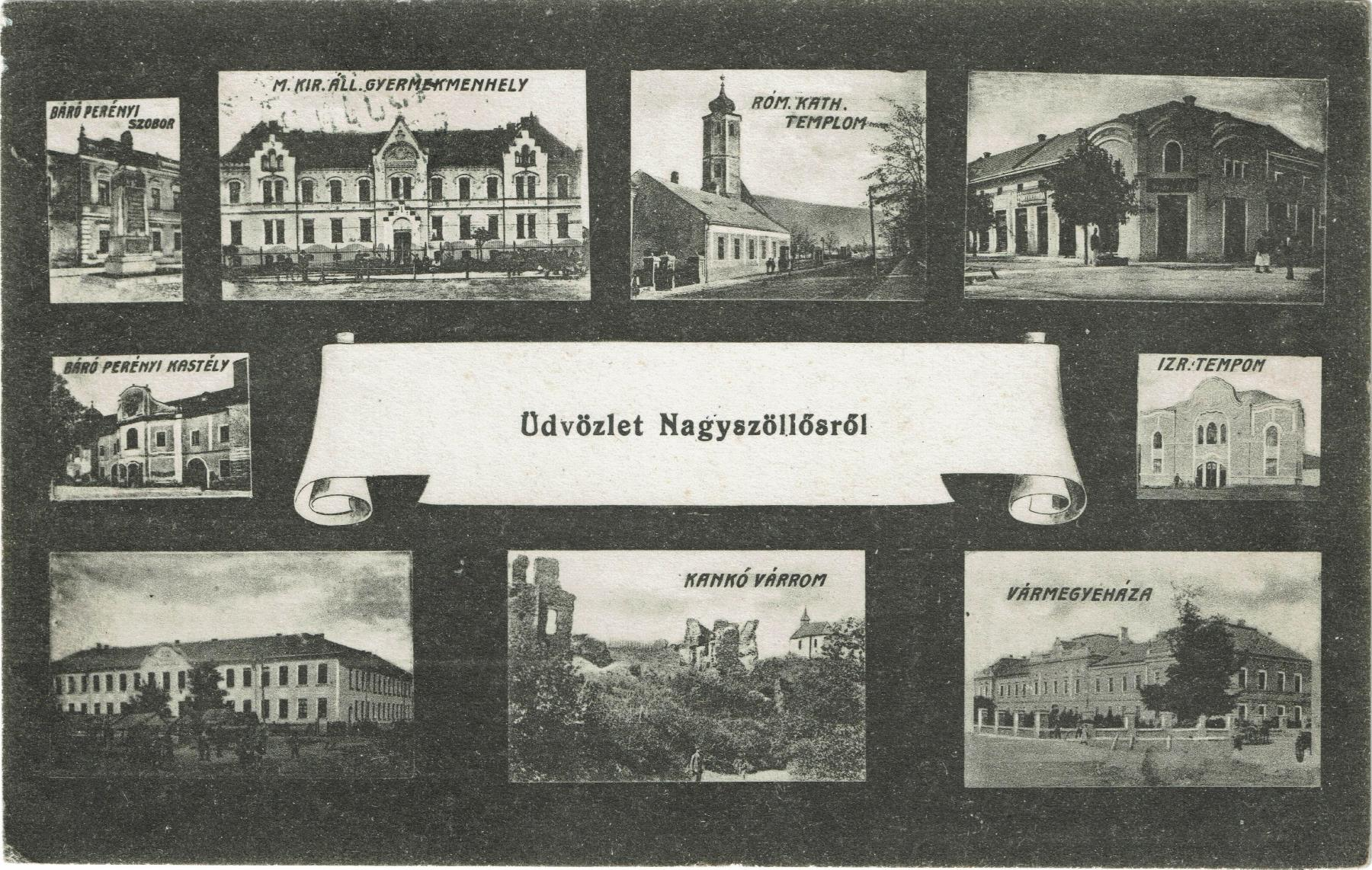
Pohlednice města z roku 1905.

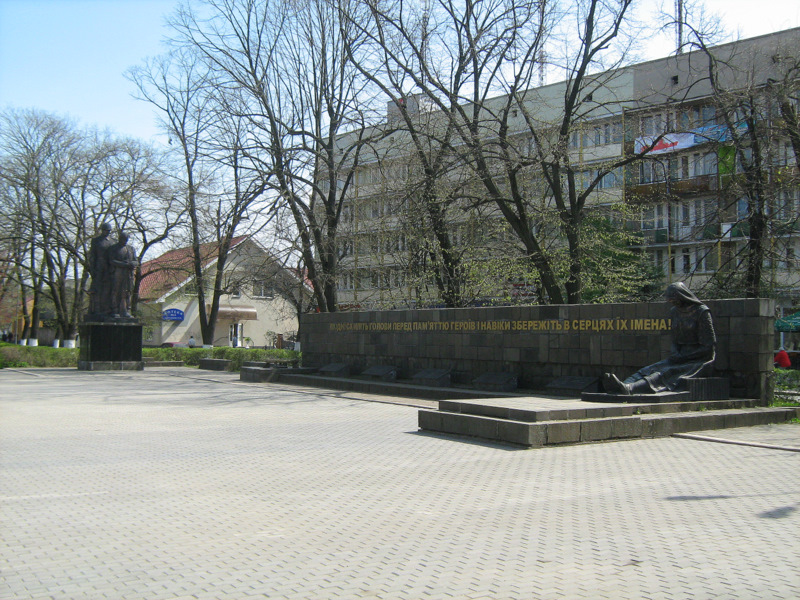
Památník ve městě.

V letech 1889 až 1892 žil ve Vynohradivu Béla Bartók ještě jako dítě. Jeho matka zde učila na základní škole. Dům Bartóků stál naproti budově tehdejšího zámku. V roce 1880 žilo ve městě (tehdejší Velké Sevluši) okolo 4 400 obyvatel. V témže roce zde byla postavena škola (s maďarským vyučovacím jazykem); na přelomu století do ní chodilo na dvě stě žáků. Nástup 20. století naopak nepřežily dvě školy židovské. V roce 1908 byl městu udělen jeho znak, odkazující na místní vinařskou tradici.
Podle map třetího vojenského mapování z přelomu 19. a 20. století tvořilo tehdejší Sevljuš jen náměstí se zastavěnými domy, zástavba poté přecházela také i do několika málo okolních ulic. Na mapě jsou patrné i kaple a oba kostely a rovněž i místní nádraží. Část okolní dnes využívané zemědělské půdy tvořil močál. Perényiho zámek byl zmapován bez přilehlé zámecké zahrady.
V roce 1910 mělo město podle posledního rakousko-uherského sčítání lidu celkem 7811 obyvatel, z nichž 5 943 neboli 76 % bylo maďarské národnosti, 1266, resp. 16 % rusínské a 540, resp. 7 % německé národnosti. K řeckokatolické církvi se hlásilo 3311 lidí, tedy 42,5 % obyvatel města, Židů bylo 2237, tj. 28,6 % a 1124, resp. 14,4 % obyvatel se hlásilo k reformované protestantské církvi.
Na konci první světové války docházelo stále častěji k projevům nespokojenosti s velmi těžkými životními podmínkami. Muži ve věku do padesáti let věku museli bojovat v armádě, sedlákům byly zabavovány potraviny a místní zvony byly rekvírovány pro potřeby zbrojního průmyslu. Nějakou dobu po jejím skončení se města zmocnily jednotky Maďarské republiky rad. Ta zde ustanovila výbor pro správu tehdejší Ugočské župy, do níž spadala spadala i tehdejší Sevljuš. Na začátku roku 1919 do ní vstoupila rumunská vojska, která uvedený výbor odstranila. V polovině roku 1919 bylo město připojeno k Československu. Během období československé správy, která trvala téměř dvacet let, došlo ve Vinohradivu k stavební konjunktuře. Ve městě už tehdy existoval moderní hotel (hotel Royal) apod. Roku 1925 zde byl také odhalen památník Alexandru Duchnovičovi.
Rozhodnutím Trianonské smlouvy z roku 1920) byla Sevljuš až do roku 1938 součástí Československa jako páté největší město Země podkarpatoruské. Dne 30. května 1920 do města vstoupila Československá armáda. O rok později se uskutečnily malé výměny území v blízkosti Vynohradivu se sousedním Rumunskem.
První volby do místního zastupitelstva v Sevljuši se konaly v roce 1923. Během dvaceti let svého působení se československá správa zasadila např. o reformu školství, po níž k několika především církevním školám přibyly také veřejné školy, poskytující osmileté základní vzdělání. Ty zde působily od 30. let 20. století. Založena byla i škola pro děti se zvláštními potřebami. Vyučovalo se česky nebo maďarsky. Nacházela se zde také dívčí krejčovská škola a chlapecká kovodělnická. Na rozdíl od větších měst Podkarpatské Rusi zde nedošlo k většímu stavebnímu ruchu. Byly vydlážděny tři hlavní ulice ve středu města. Rozšířilo se také pěstování tabáku a ve Vynohradivu vznikl závod na jeho zpracování. Byla zde také nemocnice s kapacitou cca 120 lůžek; v té době působila jako spádová pro velkou část východu tehdejší Podkarpatské Rusi.
Pro rozvoj turistiky byly značeny trasy v okolí. Ve městě také vznikla turistická ubytovna.
Na počátku 20. let 20. století byla Sevljuš jedním z mála měst na území bývalé Podkarpatské Rusi, která měla zajištěnou dodávku elektřiny, a to především pro potřeby tehdejšího průmyslu. Po roce 1928 zde byla postavena i plynárna a zřízeno plynové veřejné osvětlení.
V souladu s První vídeňskou arbitráží bylo město spolu s jižní částí Podkarpatské Rusi obsazeno Maďarskem a v důsledku toho opět připojeno do Ugočské župy. Během války řada místních obyvatel odešla na území SSSR. V samotném městě bylo v okolí místní synagogy zřízeno ghetto, ve kterém v jednu chvíli přebývalo i 12 000 Židů. Byli sem sváženi Židé z celého regionu.

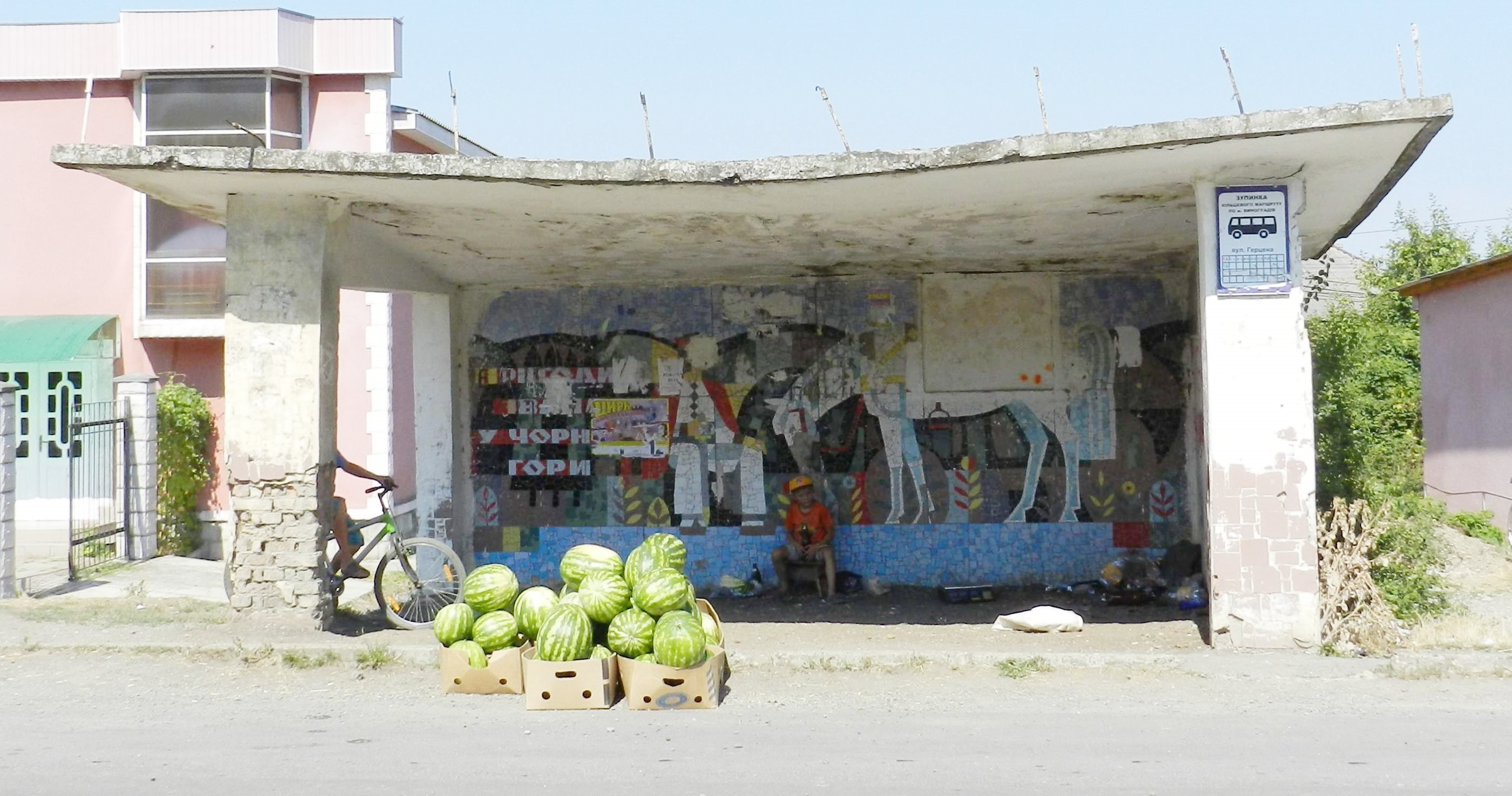
Autobusová zastávka.

V roce 1944 bylo obsazeno Rudou armádou a spolu s okolím připojeno k Ukrajinské SSR. Následně byl znárodněn průmysl a reorganizovány místní podniky. Vznikla jedna velká cihelna a jeden velký dřevozpracující podnik. Později zde byl postaven také kulturní dům a kino. Na východním okraji města vyrostl také sirotčinec.
V roce 1965 mělo město 18 tisíc obyvatel a do ledna 1989 stoupl počet obyvatel na 25 663; základem tehdejšího hospodářství města byl potravinářský (konzervárna), lehký a radioelektronický průmysl.
V roce 2022 bylo v souvislosti s ruskou invazí na Ukrajinu přijato rozhodnutí o změně jména (derusifikaci) zhruba padesáti ulic, z nich třicet tři se nacházejí přímo ve Vynohradivu a dalších zhruba dvacet v okolních obcích, které administrativně tvoří jeho součást.

## Obyvatelstvo

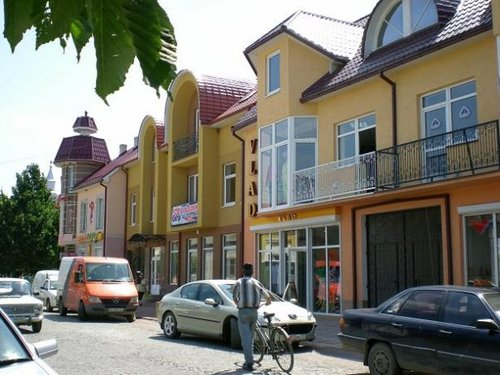
Ulice ve Vynohradivu.

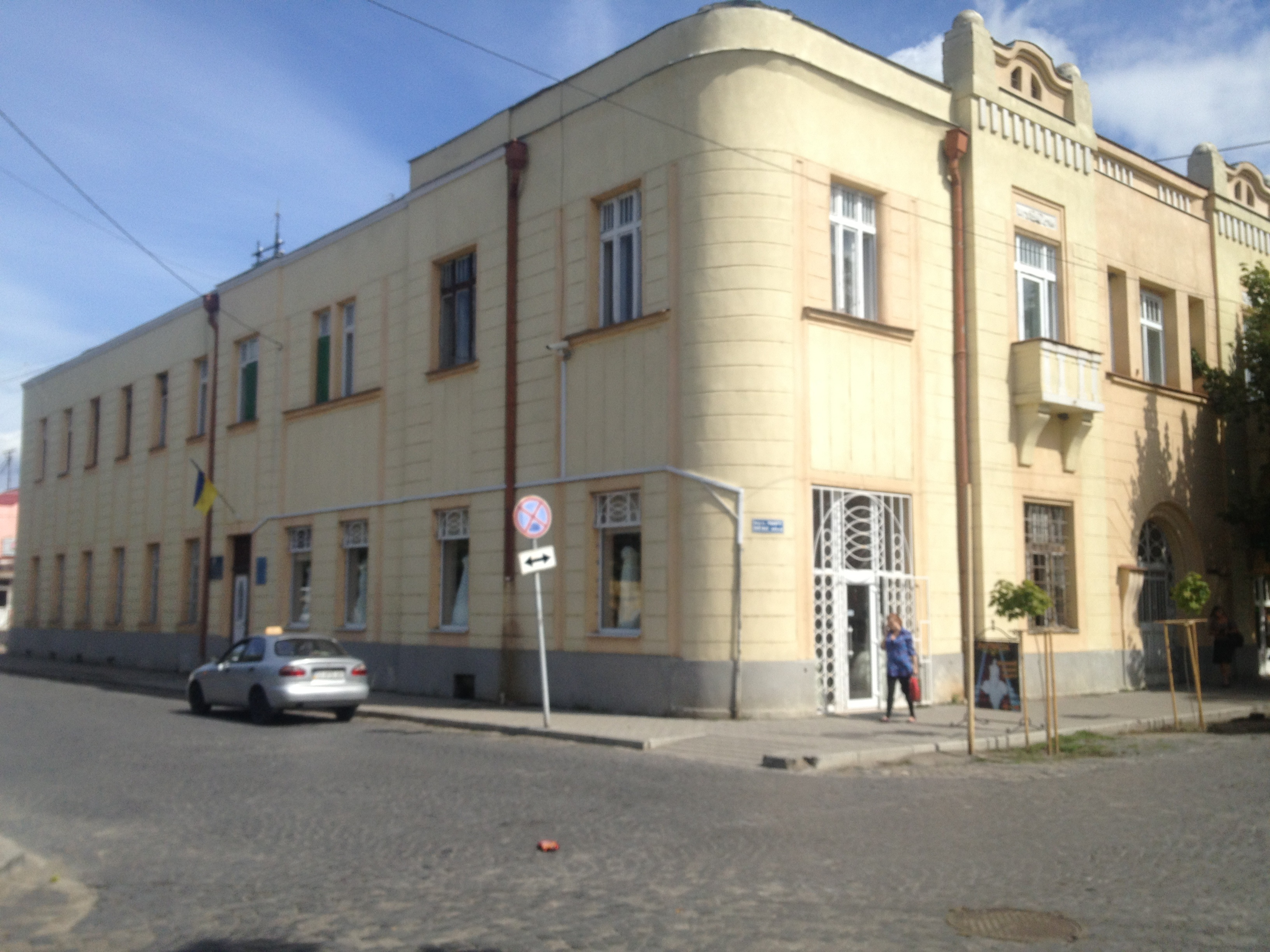
Bývalá budova banky.

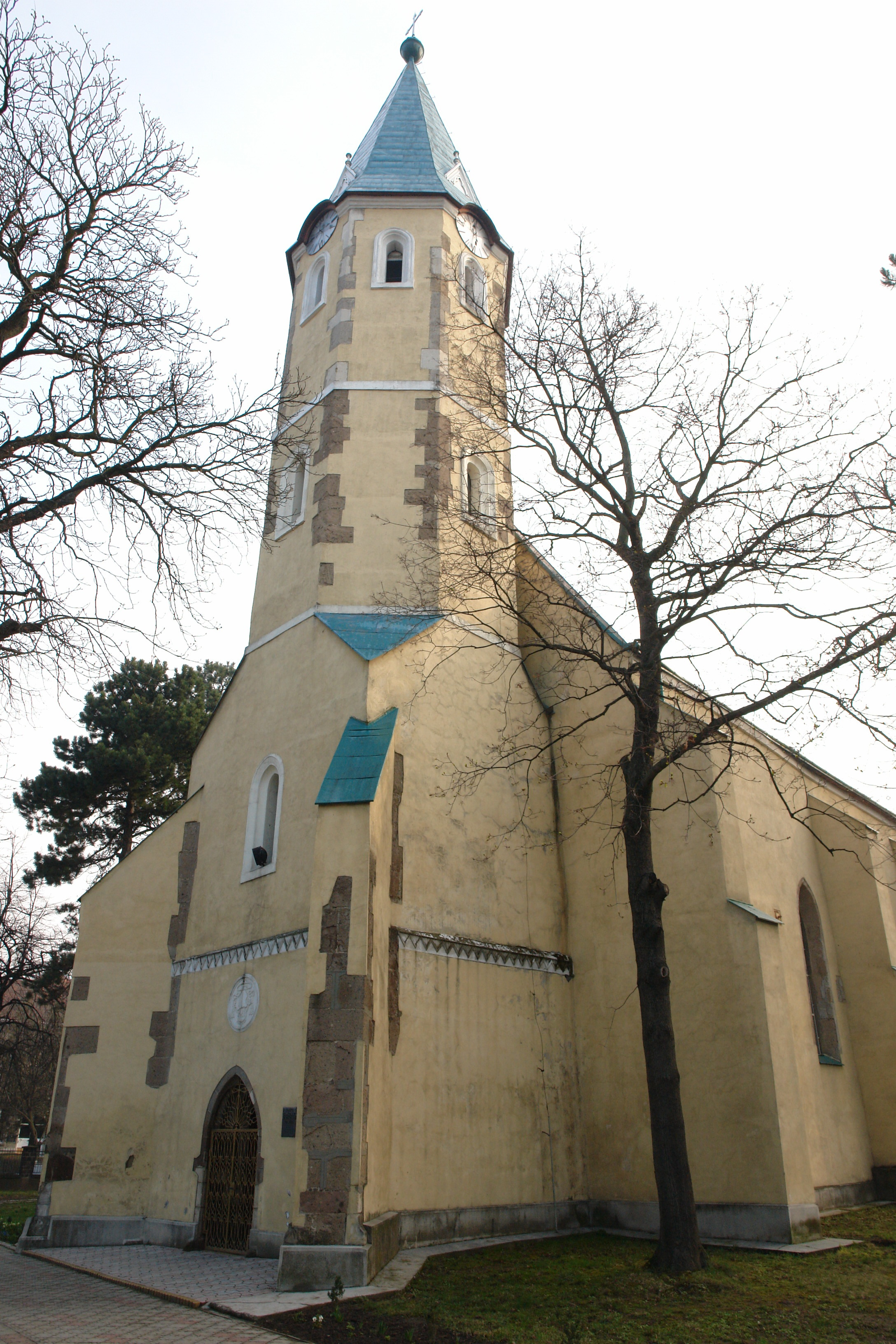
Kostel Nanebevstoupení Páně.

Ve městě žije významná maďarská menšina. V roce 2001 čítala 26 % veškerého obyvatelstva. Mezi používanými jazyky dominovala ukrajinština s 83 %; zastoupena byla také maďarština 13,5 % a ruština s 3,8 %.

## Kultura a pamětihodnosti
Ve Vynohradivu sídlí regionální historické muzeum (ukrajinsky Виноградівський районний історичний музей) s předměty nalezenými během některých archeologických vykopávek, dále potom regionální knihovna a regionální dětská knihovna.
- Ve Vynohradivu se nachází Palác Pereni[7], původně fortifikační stavba, přestavěná v období baroka na reprezentativní sídlo. K ní přiléhá rozsáhlý zámecký park o rozloze 12 hektarů, který zahrnoval ve své době ukázky různých dřevin.
- Synagoga, dokončená roku 1900 v secesním stylu.
- Františkánský klášter při katolickém kostelu v centru města na třídě Míru. Postaven byl v 15. století
- Kostel svaté Trojice Ukrajinské pravoslavné církve
- Kostel Nanebevstoupení Páně Římskokatolické církve původem z 13. století. Stojí v samotném středu města na třídě Míru. Má spoustu prvků gotické architektury.
- Chrám Zesnutí přesvaté Bohorodice
- Socha Zsigmonda Perényiho, odhalená na hlavním náměstí v roce 1906, později stržená a obnovená roku 1991. Stojí před bývalým župním palácem, kde dnes sídlí maďarská střední škola.
- Pozůstatky Vynohradivského hradu (dochována je část obvodových zdí) a základy bývalého františkánského kláštera, obojí leží v podhůří Černé hory. Jedná se o starší a jinou stavbu, než kterou je zmíněný klášter ve středu města.

## Doprava
Městem prochází páteřní železniční trať Baťovo – Korolevo, na kterou je napojena jedna z větví úzkokolejné (rozchod 750 mm) Boržavské hospodářské dráhy (ukrajinsky Боржавська вузькоколійна залізниця). Místní nádraží nese název Vynohradiv-Zakarpatskij.
Městem západo-východním směrem prochází silnice z Berehova do Chustu a k maďarské státní hranici (hraniční přechod Vylok/Tiszabecs).

## Sport
Místní fotbalový tým nese název podle původního historického názvu města, a tedy Sevljuš Vinogradiv. V roce 2022 vyhrál Pohár Zakarpatí. Klub byl založen v roce 2000.

## Zdravotnictví
Ve městě se nachází regionální nemocnice.

## Partnerská města
- Nyírbátor, Maďarsko
- Fehérgyarmat, Maďarsko
- Dynów, Polsko
- Vranov nad Topľou, Slovensko
- Celadas, Španělsko

## Osobnosti
- Jan Kapistrán, působil na místním hradě
- Alta Vášová (* 1939), slovenská spisovatelka a scenáristka
- Eleanor Perenyiová (1918–2009), americká spisovatelka, žila zde[30]
- József Graści, maďarský vojevůdce
- Imre Révész (1859–1945), maďarský malíř a grafik (pohřbený na místním hřbitově).
- Endre Nagy (1877–1938), maďarský herec, kabaretní a divadelní režisér
- Ernő Obermayer (1888–1969), maďarský chemik, agronom
- József Grassy, maďarský voják a člen Waffen SS
- Mihály Csáky, politik působící během existence první republiky
- Mykola Ivanovič Kucharenko, bojovník v druhé světové válce
- László Ocel, školní inspektor působící zde v 19. století, má ve Vynohradivu i svoji hrobku.